# Aéroport de Fairmont Hot Springs
L'aéroport de Fairmont Hot Springs est un aéroport situé en Colombie-Britannique, au Canada.